# Super Express
Super Express est un quotidien tabloïd polonais publié à Varsovie, depuis 1991, avec un tirage quotidien de plus de 300 000 exemplaires.
Depuis 2006, il a une édition à New York et depuis septembre 2010, à Chicago à destination des lecteurs de langue polonaise des États-Unis.
Le journal appartient depuis 2007 au groupe de presse Murator SA, issu de publications spécialisées notamment dans le domaine des travaux publics, du bâtiment et de l'architecture, lui-même branche du groupe multimédia et de jeux d'argent Zjednoczone Przedsiębiorstwa Rozrywkowe SA, qui contrôle des stations de radio et télévision (Radio Eska • Radio Eska Rock • Radio WAWA • Radio VOX FM • Eska TV • Polo TV • Radio Polo TV) et une maison de disques (Lemon Records).
Il se caractérise notamment par ses articles à sensation, notamment sur des scandales impliquant des personnalités publiques de la vie politique, du show business, du sport de compétition ou des médias.
Il est disponible sur tous supports papier et numériques.

## Les rédacteurs en chef
- Grzegorz Lindenberg : 1991-1994
- Urszula Surmacz-Imienińska : 1994-1996
- Izabella Jabłońska : 1996-1998
- Ewa Jarosławska : 1999-2003
- Mariusz Ziomecki : 2003-2006
- Tomasz Lachowicz : 2006-2007
- (intérim) Stanisław Drozdowski : 2007
- Sławomir Jastrzębowski : 2007-2018
- Grzegorz Zasępa : 2018- [4]